# 貫索六
貫索六（北冕座δ，來自δ Coronae Borealis 拉丁化），, 是星座北冕座的一顆變星。它距離地球約170光年，視星等在4.57到4.69星等之間有規律地變化。
貫索六是一顆光譜類型為G3.5III的黃色巨星，質量約為太陽的2.4倍，半徑膨脹至7.4倍，它的表面溫度為5180K。在其存在的大部分時間裏，即，貫索六在其核心的氫燃料耗盡之前，是一顆光譜類型為B的藍白主序星。它的光度和光譜表明，它剛剛完成了核心氫的燃燒，越過赫氏空隙，剛剛開始在外殼中燃燒氫。由於其熾熱的日冕，它是一個强大的X射線源。

1989年，人們注意到貫索六的亮度並不是恆定的。大約每45天，它的亮度就會在4.57到4.69之間呈正弦曲線變化，由於這個變化太小了，如果沒有密切監測，就不會被注意到。恆星的演化狀態及其可能的自轉週期意味著，這些變化可能是由於其自轉，表面的不同部分有著斑點或不同的溫度。這將使其成為獵犬座RS型變星 。之後，這一週期被細化為59天，現在被認為是該恆星的自轉週期。